# Whiskey Sour

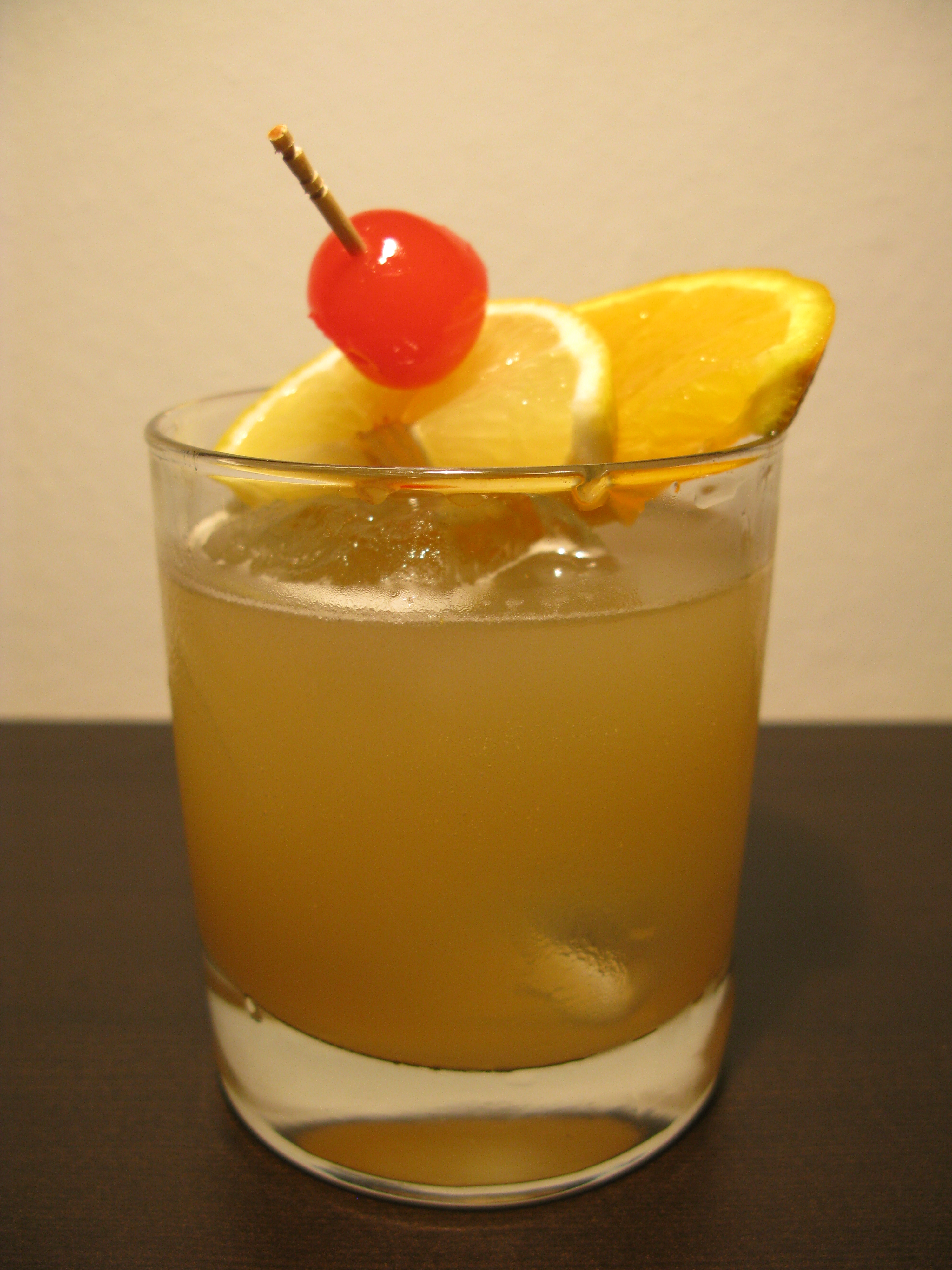
Whisky Sour mit Orangenscheibe, Zitronenscheibe und Cocktailkirsche

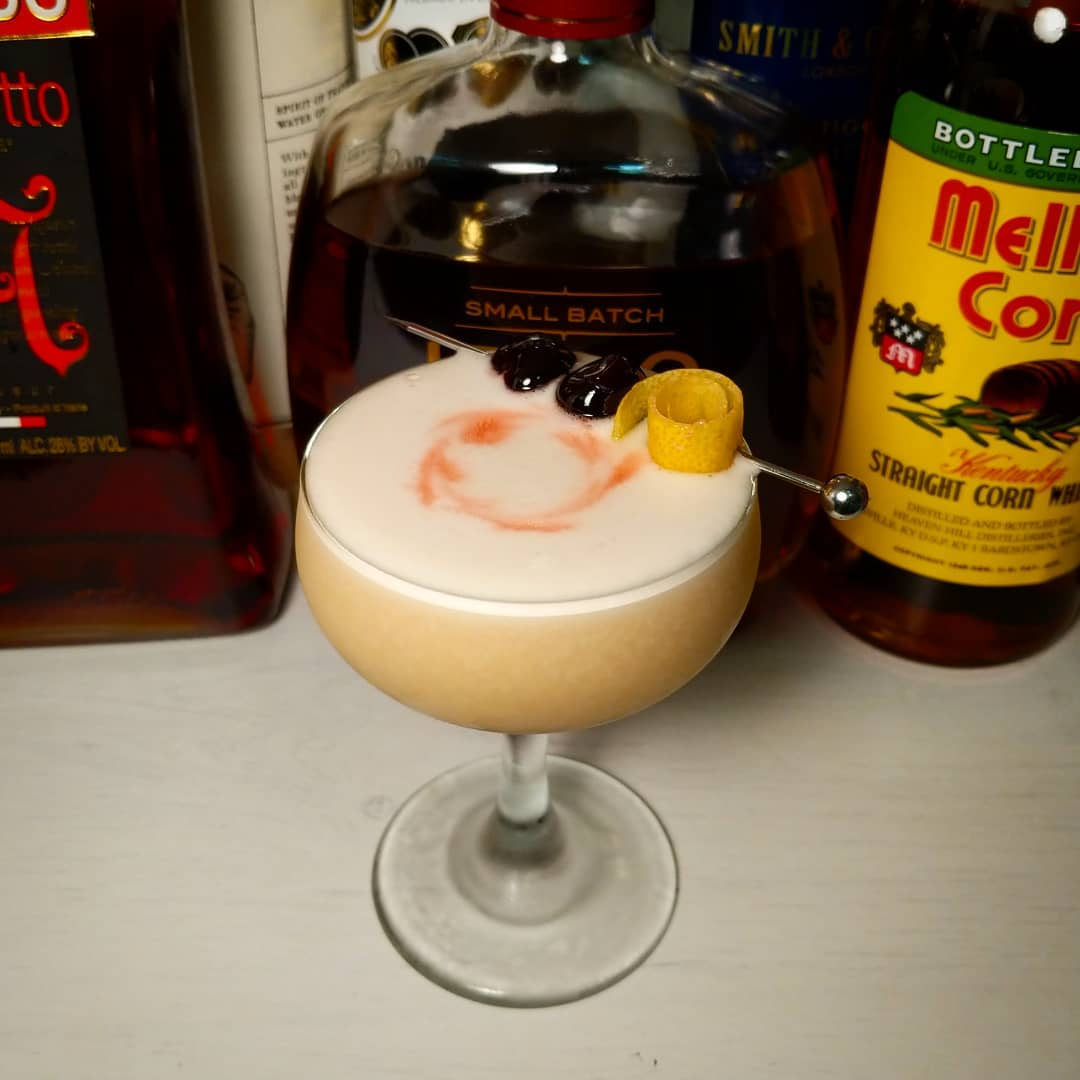
Whiskey Sour mit Eiklar-Schaum und Spießchen mit zwei Maraschinokirschen und einem Zitronenschale-Röllchen

Whiskey Sour (auch Whisky Sour) ist ein Cocktail – ein sogenannter Sour. Das alkoholische Mixgetränk besteht aus nur drei Hauptzutaten: Whiskey, frischer Zitronensaft und irgendeine Form von Zucker.
Im Allgemeinen ist das Mixen von Whiskey Sour und andern Sour-Drinks eine Kunstform, die Hobby-Barkeeper von professionell ausgebildeten Barkeepern unterscheidet, da die kritische Balance zwischen süß und sauer schwer zu erreichen ist. Frischer Zitronensaft ist so konzentriert, dass bei einer zu hohen Zugabe ein zu saurer, ungenießbarer Cocktail entsteht. Fertigprodukte von Whiskeyproduzenten haben den Nachteil, dass der Geschmack des vorgefertigten Getränks den frischen Zitronensaft nicht nachahmen kann.

## Zubereitung und Varianten
Vier Teile Whiskey werden mit zwei Teilen Zitronensaft und einem Teil Zuckersirup in einem Cocktail-Shaker geschüttelt, dann im Sektglas mit einer halben Zitronenscheibe, einer halben Orangenscheibe und einer Cocktailkirsche garniert. Meistens wird Blended American Whiskey, aber auch Straight Whiskey (wie Bourbon oder Roggenwhisky) verwendet. Fügt man dem Mix einen Spritzer Orangensaft hinzu, heißt er dann California oder Stone Sour. Die Zugabe einer kleinen Menge Eiklar soll dem Drink eine schöne Schaumschicht verleihen, was aber auch einen ungewöhnlichen Nachgeschmack erzeugen kann. Eine Schaumschicht kann auch erreicht werden, indem man das Getränk einfach nur lange und kräftig im Shaker schüttelt (dabei langsam bis zehn zählen).

## Geschichte
Erste Rezepturen für Sour-Drinks entstanden zwischen 1862 und 1880. In seinem Cocktailbook „How to mix drinks“ veröffentlichte der Autor Jerry Thomas im Jahr 1862 zwar kein Rezept unter der Bezeichnung „Sour“, aber nach dem Buchkapitel für Shortdrinks listete er „Whiskey Crusta“ auf, ein Drink aus frischem Zitronensaft, Whiskey und Gum syrup, der in einem Glas mit Zuckerrand und einem langen Streifen Zitronenschale serviert wurde. Gum syrup ist ein Gemisch aus Zuckersirup und Gummi arabicum (2:1), das die Kristallisierung des Sirups verhindern soll, dem Cocktail aber eine Geschmeidigkeit verleiht, wie sie mit einfachem Zuckersirup nicht erreicht wird.